# Colibrine Sandström
Colibrine Eliane Muriel Antoinette Sandström, född Fouquet 2 juli 1928, död 11 juni 2020 i Östra Torns distrikt, Lund, var en svensk författare.
Hennes far var fransk journalist och modern småskollärarinna. Colibrine Sandström var fram till 1969 gift med konsthistorikern Sven Sandström. Hon arbetade som sjukhusbibliotekarie på Lunds lasarett. På 1990-talet skrev hon tidskriftsartiklar om skånska konstnärer och debuterade som romanförfattare med 1996 med Blott som en flyktig dröm.
Konstnären Christian Berg var hennes morbror.